# La Sentinelle
La Sentinelle är en kommun i departementet Nord i regionen Hauts-de-France i norra Frankrike. Kommunen ligger i kantonen Valenciennes-Sud som tillhör arrondissementet Valenciennes. År 2022 hade La Sentinelle 3 140 invånare.

## Befolkningsutveckling
Antalet invånare i kommunen La Sentinelle
| Referens: INSEE |